# Tiffany Fallon
Tiffany Fallon, född 1 maj 1974 i Fort Lauderdale i Florida i USA, är en amerikansk fotomodell och skådespelerska. Fallon var Playboys Playmate of the Month i december 2004 och blev sedan Playmate of the Year 2005.
Fallon läste sport management vid Florida State University. Hon gifte sig april 2006 med Joe Don Rooney och de har tre barn tillsammans.